# John Patterson Bryan Maxwell
John Patterson Bryan Maxwell (* 3. September 1804 in Flemington, New Jersey; † 14. November 1845 in Belvidere, New Jersey) war ein US-amerikanischer Politiker. Zwischen 1837 und 1843 vertrat er zweimal den Bundesstaat New Jersey im US-Repräsentantenhaus.

## Werdegang
John Maxwell war der Sohn des Kongressabgeordneten George C. Maxwell (1771–1816) und ein Cousin von George M. Robeson (1829–1897), der unter anderem Marineminister der Vereinigten Staaten und Kongressabgeordneter war. Er besuchte bis 1823 das Princeton College. Nach einem anschließenden Jurastudium und seiner 1827 erfolgten Zulassung als Rechtsanwalt begann er in Newark in diesem Beruf zu arbeiten. Später zog er nach Belvidere, wo er für einige Zeit eine Zeitung herausgab.
Politisch war Maxwell Mitglied der Whig Party. Bei den Kongresswahlen des Jahres 1836 wurde er für den vierten Sitz von New Jersey in das US-Repräsentantenhaus in Washington, D.C. gewählt, wo er am 4. März 1837 die Nachfolge von James Parker antrat. Im Jahr 1838 wurde er zwar bestätigt, im Kongress aber nicht zugelassen. Somit konnte er dort bis zum 3. März 1839 zunächst nur eine Legislaturperiode absolvieren. Im Jahr 1840 wurde John Maxwell erneut in das US-Repräsentantenhaus gewählt, wo er am 4. März 1841 Joseph Kille wieder ablöste, der zwei Jahre zuvor sein Mandat übernommen hatte. Bis zum 3. März 1843 konnte er eine weitere Amtszeit im Kongress verbringen. Diese Zeit war von den Spannungen zwischen Präsident John Tyler und den Whigs geprägt. Außerdem wurde bereits über eine mögliche Annexion der seit 1836 von Mexiko unabhängigen Republik Texas diskutiert.
Zwischen 1842 und 1845 war John Maxwell Kurator des Princeton College. Er starb am 14. November 1845 in Belvidere, wo er auch beigesetzt wurde.